# Faye Valentine
(Faye Valentine)
Faye Valentine (フェイ・ヴァレンタイン?, Fei Varentain) è un personaggio dell'anime Cowboy Bebop dell'autore Shinichiro Watanabe, doppiata in giapponese da Megumi Hayashibara, e in italiano da Barbara De Bortoli.
Faye è un membro dell'equipaggio del Bebop, e così come i suoi compagni è una cacciatrice di taglie. Nonostante dall'aspetto non le si darebbero più di 22-23 anni, Faye ne ha effettivamente settantasette, avendone passati circa cinquantaquattro in animazione sospesa.

## Caratteristiche

### Personalità
Faye è di carattere opportunista, arrogante, egoista e decisamente pigra, passando la maggior parte del tempo a curare il proprio aspetto anziché rendersi utile. Presenta una lunga serie di cattive abitudini quali il gioco d'azzardo patologico, l'alcolismo, il consumo eccessivo di sigarette e di sigari, il reagire violentemente senza un vero motivo e lo scaricare il lavoro sugli altri. Generalmente riesce a farsi perdonare tutto grazie al suo visino innocente e alla sua bellezza, che le permettono di ottenere spesso ciò che vuole. Tali trucchi tuttavia non sortiscono alcun effetto sui compagni del Bebop, con cui ha spesso scontri e discussioni.
Si comporta in modo molto provocatorio e tenta spesso di sedurre gli uomini per il proprio tornaconto, ma a dispetto di ciò ha affermato di detestare il sentirsi desiderata. e raramente la si è vista interessata sentimentalmente a qualcuno Riguardo al suo orientamento sessuale è generalmente inquadrata come etero, ma in un'occasione ha baciato Ed sulla bocca per risvegliarla da uno dei suoi momenti "autistici".
Sostanzialmente Faye non si fida di nessuno, afferma di essere certa di poter vivere senza affetti ed è abituata a non rimanere mai troppo tempo nello stesso posto a causa dei suoi creditori. Sebbene si mostri forte e indolente il più possibile però, nasconde in realtà una grande vulnerabilità emotiva e, spesso, dimostra di nutrire molta simpatia ed empatia nei confronti dei suoi compagni di viaggio.
Nonostante per tutta la durata della serie, le caratteristiche distintive di Faye rimangano il sarcasmo e la presunzione, è tuttavia possibile notare uno sviluppo del personaggio: infatti comincerà a fidarsi dei suoi compagni e a capire il valore dell'amicizia, imparando a voler bene, a modo suo, a Jet e anche a Ed. In diverse occasioni fuggirà dal Bebop poiché spaventata dall'idea di affezionarsi ed essendosi ormai abituata all'idea di "abbandonare prima di essere abbandonata", ma vi farà puntualmente ritorno, essendo quello l'unico posto che può considerare "casa". Spesso questo suo atteggiamento, come notato da Jet, sembra essere quasi un bisogno di attenzione, nonché un tentativo di mettere alla prova l'affetto dei compagni nei suoi confronti.
Il suo rapporto con Spike invece è il più complesso della serie: per la maggior parte del tempo i due non fanno altro che bisticciare, ma nei momenti di pericolo Faye ha sempre dimostrato una particolare preoccupazione per Spike e vicendevolmente Spike ha mostrato una certa empatia per la situazione della donna. Faye si è inoltre sempre presa cura di Spike quando questi era ferito, sebbene mantenesse comunque un atteggiamento pungente. L'affetto tra i due è abbastanza evidente, e si è molto speculato sulla possibilità che Faye possa essere innamorata di Spike. Watanabe intervistato in proposito ha affermato: «A volte mi sono posto la domanda, "Che cosa pensa Spike di Faye?" Penso che in realtà un po' gli piaccia. Ma lui non è una persona molto semplice quindi si assicura di non darlo a vedere».

### Aspetto
Faye è alta 168 cm, pesa 46 kg e il suo gruppo sanguigno è B. Ha gli occhi verde scuro ed i capelli viola, tanto scuri da sembrare quasi neri, a caschetto e con la frangia, che ricadrebbe sulla fronte se non li tenesse pettinati all'indietro con un cerchietto giallo. Ha un fisico atletico e voluttuoso, il viso ovale, quasi innocente, e porta sempre un rossetto scarlatto.
Solitamente veste con una top e dei pantaloncini aderenti di colore giallo, delle calze autoreggenti color carne, degli stivaletti bianchi e un largo cappotto rosso. Nella serie indossa comunque una vasta gamma di abiti da sera, al fine di infiltrarsi in ambienti malavitosi.
I fan occidentali dello show hanno notato una forte somiglianza, per abbigliamento e pettinatura, con una versione adulta di Mathilda, il personaggio interpretato dall'allora dodicenne Natalie Portman nel film Léon.
Così come gli altri personaggi principali della serie, anche Faye è ispirata ad un personaggio di Lupin III, per la precisione a Fujiko Mine.

## Biografia del personaggio

### Antefatti
Faye nasce il 14 agosto 1994, sulla Terra. Alcuni indizi sul suo passato fanno intuire che la ragazza proviene da Singapore, e che è figlia di una famiglia piuttosto facoltosa,di origine rom, come da lei affermato.
Faye trascorre l'infanzia all'insegna della spensieratezza, e un giorno, assieme alle compagne di scuola, decide di incidere un messaggio su una vecchia videocassetta Betamax da recapitarsi dieci anni nel futuro come una sorta di capsula del tempo. Ai tempi della scuola sembra che fosse una cheerleader.
Compiuti i vent'anni prende parte a uno dei primi viaggi spaziali per privati assieme ai genitori, forse come regalo per l'importante traguardo. La navicella su cui viaggiano subisce un incidente, e mentre i genitori della ragazza muoiono, lei riporta ferite tanto gravi da non poter essere salvata con la medicina convenzionale. Viene così messa in ibernazione nella speranza che in un futuro siano possibili nuove cure per le sue condizioni.
Durante il sonno criogenetico di Faye avviene l'incidente del Gate (sistema ad anelli che facilita i viaggi spaziali) con la conseguente distruzione della Luna, i cui detriti formano una fascia di asteroidi intorno alla Terra, che provocano enormi danni alla sua superficie. Nella distruzione che ne deriva i dati sull'identità della ragazza vengono persi e l'unica cosa che si salva è il suo nome di battesimo: Faye.
Svegliatasi dall'animazione sospesa dopo cinquantaquattro anni (nel doppiaggio italiano viene erroneamente detto in più occasioni che l'ibernazione di Faye è durata 514 anni), in una clinica criogenetica chiamata Cold Sleep, Faye scopre di avere un debito di 300.028.000 di ₩ a causa del lungo ricovero e completamente immemore del proprio passato, a causa di un grave incidente avvenuto durante il sonno criogenico. Essendo i suoi dati perduti le viene assegnato il cognome "Valentine" dal dottore che l'ha risvegliata.
Un avvocato di nome Whitney Hagas Matsumoto si offre di aiutare Faye, che si è venuta a trovare in un mondo a lei del tutto sconosciuto. L'uomo si mostra molto gentile e la ragazza se ne innamora. Tuttavia i suoi creditori vanno a cercarla per via del ritardato pagamento, e allora Whitney si sacrifica affinché Faye possa ereditare il suo patrimonio. Con esso però la ragazza si assume anche i debiti dell'uomo, e rifiutandosi di pagarli decide di fuggire. Da allora conduce una vita di espedienti, piccole truffe e ricettazione. Quando riesce a mettere le mani su una grossa somma, se la gioca tutta al casinò, sperando in quel colpo grosso che le permetterebbe di risolvere i suoi problemi finanziari.
A causa delle sue attività sulla sua testa viene messa una taglia di 6.000.000 ₩.
Verso la fine della serie, Faye riaquista la memoria, tuttavia, non viene rivelato allo spettatore, quale esso sia o quali siano le vere origini di Faye.

### Nella serie
Prima di diventare effettivamente un membro del Bebop, Faye incontra Spike e Jet per la prima volta quando viene assoldata da un boss del gioco d'azzardo per recuperare una preziosa fiche, portata da un incaricato, al tavolo del Blackjack del casinò dell'uomo. Per una serie di coincidenze si ritrova prigioniera dei due cacciatori di taglie sul Bebop, intenzionati a incassare la taglia sulla sua testa e a rivendere al boss la sua fiche. Faye riesce però a fuggire, mandando a monte l'operazione e rubando loro alcuni milioni.
In seguito alla fuga, la sua astronave, la Redtail, rimane a secco di carburante nei pressi di Giove e a soccorrerla è proprio il Bebop. Inizialmente tenuta prigioniera, dopo aver aiutato Jet e Spike a sgominare una banda di ecoterroristi, si autoinvita sul Bebop, dove mangia a sbafo, tortura Ein e rende la vita difficile a tutti per via dei creditori che la inseguono. Entrambi gli uomini inizialmente non sono molto d'accordo sull'avere una donna a bordo, soprattutto una opportunista come Faye, tuttavia col tempo si affezionano e diventano una squadra funzionale.
Spaventata dall'affetto che incomincia a provare verso i compagni, Faye decide di scappare dal Bebop per seguire la sua filosofia di "abbandonare prima di essere abbandonata". Si rifugia su Callisto, il pianeta dei fuggiaschi, dove tuttavia viene raggiunta da Spike e Jet, dal quale viene soccorsa dopo una disavventura con un uomo di nome Gren. Al ritorno sente per la prima volta il nome di Julia, come: "una donna che in passato ebbe a che fare con Spike".
Pochi giorni dopo racconta ad Ein la storia del suo risveglio dal sonno criogenico per sfogarsi, ma Spike, nascosto in bagno, ascolta tutto il racconto e si dice commosso, esortandola a dimenticare il passato e a vivere il presente. Successivamente Jet ritorna sul Bebop con un prigioniero: Whitney. Dall'uomo Faye scopre di essere stata ingannata in combutta col dottore e l'infermiera affinché si accollasse i suoi debiti. Inferocita Faye lo porta personalmente in prigione e incassa la taglia.
Trascorso qualche tempo riceve la videocassetta Betamax registrata in gioventù. Nessuna delle immagini che scorrono sul video però le risulta familiare e dunque passerà intere nottate a visionare il contenuto del nastro, finché Ed nel dormiveglia le rivela di conoscere la zona in cui si trovano i luoghi ripresi. Giunta sul posto indicato, Faye viene avvicinata da un'anziana donna, che si rivela essere una sua ex-compagna di scuola. Sconvolta, la ragazza fugge via. In seguito, durante una doccia, la memoria le riaffiora. Faye lascia dunque il Bebop e, inseguendo i ricordi riaffiorati, torna alla sua casa sulla Terra salvo però trovare solo un cumulo di macerie. Rassegnata, la ragazza traccia per terra il perimetro di quello che un tempo era il suo letto e si sdraia alla luce del tramonto.
Frustrata e sconvolta dall'assenza delle sue radici, Faye si imbatte casualmente in Julia e la salva dai sicari della Red Dragon Crime Syndicate che le danno la caccia. Poco dopo viene contattata da Spike, che le chiede di fare ritorno al Bebop non sapendo però che Ed e Ein se ne sono infine andati. Scoperta la connessione tra i due, Julia incarica Faye di portare all'uomo un messaggio affinché possano rincontrarsi. Tornata al Bebop, la ragazza, seppur esitante, consegna a Spike il messaggio, e mentre lei rimane sul Bebop, questi si reca all'appuntamento. Nell'attesa del suo ritorno Faye si interroga con Jet sul perché Spike voglia rischiare la vita per Julia, entrambi preoccupati di non vederlo tornare.
Quando, contrariamente alle aspettative, Spike ritorna, unicamente per dirigersi verso la sede del Red Dragon Crime Syndicate, e verso la sua possibile morte, Faye gli punta la pistola alla testa nel tentativo di fermarlo, ricordandogli che fu lui un tempo a dirle di dimenticare il passato e vivere il presente. L'uomo spiega allora di avere l'occhio destro artificiale: questo impianto, registrando il passato, finisce per rendere il passato stesso indelebile nella sua mente. La ragazza gli rivela allora di aver recuperato la memoria e di aver capito che lui e Jet sono la sua sola famiglia, esortandolo a non andare a morire, al che egli replica che va solo a dimostrare se è ancora vivo o no.
Mentre l'uomo si allontana Faye, straziata dal dolore, scarica i colpi della sua pistola a vuoto, per poi abbandonarsi ad un pianto disperato.

## Abilità
Faye, nonostante la pigrizia, sa essere incredibilmente abile come cacciatrice, essendo dotata di incredibile scaltrezza e adattabilità alle circostanze, nonché di una grande bellezza e di quell'aspetto innocente che sfrutta per raggirare i suoi obiettivi.
È un'abilissima truffatrice: la sua abilità con le carte, che le valse il soprannome di "Poker Alice", è ben nota nell'ambiente del gioco d'azzardo, ed è anche un'abilissima bara in innumerevoli altri giochi, come ad esempio con i dadi e nel gioco delle tre scatolette.
Insospettabilmente è dotata di una forza fisica quasi maschile, e dimostra una certa attitudine al combattimento corpo a corpo. È molto esperta nell'utilizzo delle armi da fuoco, e generalmente utilizza una Glock 30, sebbene nella sua prima apparizione la si sia vista maneggiare una pistola mitragliatrice Heckler & Koch MP5.
Oltre a tutto ciò, è una eccellente pilota, probabilmente migliore di Spike e Jet.

### Redtail
Il velivolo personale di cui si serve Faye è un'astronave Zipcraft simile allo Swordfish II di Spike, il Redtail. È equipaggiato di strumenti bellici notevolmente superiori a quelli di un normale Zipcraft, difatti dispone di una coppia di mitragliatrici, missili termosensibili, un cannone automatico e delle pinze esterne per ancorarsi ad altri veicoli.
Il mezzo dispone inoltre di una serie di modifiche quali un dispositivo anti-missile, un design che ne favorisce l'agilità, un sistema di volo verticale, un pilota automatico, e un comando a distanza (il cui dispositivo di attivazione è nascosto in uno dei suoi braccialetti) tramite il quale Faye può richiamare a sé il velivolo.
Grazie alla sua abilità nel manovrarlo Faye riesce a togliersi da diverse situazioni sgradevoli.

## Accoglienza
Faye Valentine ha ricevuto il premio Anime Grand Prix della rivista Animage come miglior personaggio femminile del 1998 e 1999, classificandosi in entrambi i casi al quinto posto.